# Koneberg (Jengen)
Koneberg ist ein Gemeindeteil von Jengen im schwäbischen Landkreis Ostallgäu in Bayern.

## Lage und Verkehrsanbindung
Der Weiler liegt südlich des Kernortes Jengen und südwestlich von Ummenhofen. Westlich des Ortes verlaufen die Kreisstraße OAL 15 und die B 12, östlich fließen die Gennach und der Hühnerbach, ein rechter Nebenfluss der Gennach, und es verläuft die Staatsstraße 2035.